# 埃伦巴赫 (海尔布隆县)
埃伦巴赫是德国巴登-符腾堡州海尔布隆县的一个市镇。总面积12.73平方公里，总人口4928人，其中男性2466人，女性2462人（2011年12月31日），人口密度387人/平方公里。

## 友好城市
- 法國 卢瓦河畔塞什